# مونونيتروتولوين
مونونيتروتولوين أو نيتروتولوين Mononitrotoluene او nitrotoluene ( MNT أو NT )، هو أي من المركبات العضوية الثلاثة التي لها الصيغة C6H4(CH3)(NO2). ويمكن اعتبارها مشتقات مركب النيترو من التولوين أو مشتقات ميثيلية من نيتروبنزين. يأتي مونونيتروتولوين في ثلاثة أيزومرات، تختلف حسب الموقع النسبي لمجموعتي الميثيل والنيترو. كلها صفراء اللون وشاحبة مع روائح باهتة:

## التصنيف
- أورثو -نيتروتولوين ( ONT ) أو o- نيتروتولوين أو 2-نيتروتولوين. نقطة الانصهار = -10.4 °C
- ميتا -نيتروتولوين ( MNT ) أو م -نيتروتولوين أو 3-نيتروتولوين. نقطة الانصهار = 16 °C
- بارا -نيتروتولوين ( PNT ) أو بارا -نيتروتولوين أو 4-نيتروتولوين. نقطة الانصهار = 44.5 °C

## الاستخدام
الاستخدام النموذجي للنيتروتولوين هو في إنتاج الأصباغ ومضادات الأكسدة والمواد الكيميائية الزراعية والمواد الكيميائية الفوتوغرافية. يمكن أيضًا استخدام أورثو-نيتروتولوين و بارا-نيتروتولوين- كعلامات كشف للكشف عن المتفجرات.

## أنظر أيضا
- التولوين
- ثنائي نيتروتولوين
- النيتروبنزين
- ثلاثي نيتروتولوين

## روابط خارجية
- CDC - دليل الجيب NIOSH للمخاطر الكيميائية - م-نيتروتولوين
- CDC - دليل الجيب NIOSH للمخاطر الكيميائية - o-Nitrotoluene
- CDC - دليل الجيب NIOSH للمخاطر الكيميائية - p-Nitrotoluene